# Bruno Touschek
Bruno Touschek (* 3. Februar 1921 in Wien; † 25. März 1978 in Innsbruck) war ein österreichischer Physiker, der ein Pionier der Teilchenbeschleuniger-Physik war.
Touschek besuchte in Wien bis 1937 das Piaristen-Gymnasium, wurde dann aber wegen seiner jüdischen Mutter vom Unterricht ausgeschlossen und machte seine Matura als „Externer“ am Schottengymnasium in Wien. Auch vom anschließenden Physik- und Mathematikstudium in Wien (er wollte eigentlich in England studieren, bekam aber kein Visum) wurde er kurz nach Beginn im Juni 1940 ausgeschlossen, studierte aber zunächst in Hamburg weiter (mit Hilfe u. a. von Arnold Sommerfeld), wo niemand seine Vergangenheit kannte. Dabei arbeitete er nebenbei in der „Studiengesellschaft für Elektronengeräte“ von Philips, die Wanderfeldröhren entwickelte, Vorläuferin des Klystrons.
1943 begann seine Zusammenarbeit mit Rolf Wideröe zur Entwicklung eines Teilchenbeschleunigers (Betatron) in Hamburg, im Geheimauftrag der Luftwaffe. Er assistierte auch, als im März 1945 dieser Apparat nach Wrist (Holstein) ausgelagert wurde, zum Schutz vor den Bomben und dem Zugriff alliierter Geheimdienste. Unterkunft fanden sie in Kellinghusen, einer benachbarten Stadt. Unmittelbar danach wurde Touschek von der Gestapo verhaftet, arbeitete aber auch im Gefängnis mit Wideröe weiter und entwickelte dort die Theorie der Strahlungsdämpfung von Elektronen in Betatrons. Kurz vor Kriegsende mussten die Häftlinge einen „Todesmarsch“ in ein Konzentrationslager bei Kiel antreten, wobei der fieberkranke Touschek unterwegs zusammenbrach und mit einer Kopfschusswunde von der SS als tot liegengelassen wurde. Er kam noch in ein Krankenhaus, wurde dort aber wieder verhaftet und erlebte das Kriegsende im Gefängnis in Altona.
Nach Kriegsende betrieb ein Theodor Hollnack, vorher Mittelsmann zwischen Luftwaffe und dem Betatron-Projekt, dessen Fortsetzung – in geheimer Abstimmung mit britischen Stellen. Dazu gründete er in Kellinghusen eine „M.V. Forschungsvereinigung“, deren Team er auf mehr als 30 Personen erweiterte. Zu ihnen zählte auch Touschek, nicht aber der wissenschaftliche Leiter Wideröe, der Deutschland schon im März verlassen hatte. Mit dem herrschenden Verwaltungschef Hollnack (alias Kolberg) geriet Touschek in Streit, konnte aber Kellinghusen wegen Einspruchs der britischen Stellen erst im Sommer 1946 verlassen. Noch im selben Jahr machte er sein Physik-Diplom an der Universität Göttingen und arbeitete dann zunächst am dortigen Max-Planck-Institut für Physik. 1947 ging er mit einem Stipendium nach Glasgow, wo er Lecturer für theoretische Physik („Natural Philosophy“) war. 1952 ging er nach Rom, wo er Wissenschaftler am Istituto Nazionale di Fisica Nucleare (INFN) in Frascati wurde. Außerdem lehrte er ab 1953 an der Universität La Sapienza in Rom (und später auch in Pisa), wo er aber erst in seinem Todesjahr 1978 eine volle Professur erhielt. Touschek wurde im Herbst 1977 zum „Senior Gastwissenschaftler“ am CERN ernannt. Er verbrachte dort einige Monate, bevor er wegen seiner Krankheit nach Österreich zurückkehrte. Er starb nach längerer Krankheit in Innsbruck.
Touschek ist vor allem für seine Arbeiten in der Beschleunigerphysik bekannt. So entwickelte er in einem Vortrag im März 1960 in Frascati die Idee von Beschleunigern, in denen Elektronen und Positronen (oder andere Teilchen-Antiteilchen-Paare) getrennt beschleunigt werden und dann zur Kollision gebracht werden, wobei sie sich gegenseitig vernichten. Studiert werden dann die dabei entstehenden neuen Teilchen/Antiteilchen. Das war die Uridee für die heute überwiegend verwendeten Teilchenbeschleuniger (Speicherringe, Collider) der Hochenergiephysik wie am DESY oder CERN (z. B. LEP), mit deren Entdeckungen das Standardmodell der Teilchenphysik etabliert wurde (und die heute Hinweise über die darüber hinausgehende Physik bei noch höheren Energien liefern sollen). Die Idee hatte schon Wideröe 1943, in Touscheks Version konnte aber derselbe Ring für Teilchen und Antiteilchen genutzt werden, die in umgekehrter Richtung umlaufen. Touschek überwachte auch den Bau (unter Beteiligung von Carlo Bernardini u. a.) des ersten solchen Elektron-Positron-Speicherrings in Frascati ADA (Anello di Accumulazione), benannt nach der Tante von Touschek, die in Albano wohnte. ADA wurde danach nach Orsay versetzt, wo als Nachfolger der ACO-Speicherring gebaut wurde, und in Frascati entstand ab 1965 der Nachfolger ADONE. Unabhängig wurde die Idee auch von Gersch Izkowitsch Budker in Russland entwickelt.
Touschek arbeitete sowohl experimentell als auch theoretisch. Er war einer der ersten, der die chirale Symmetrie der starken Wechselwirkung vorschlug. Touschek erhielt 1975 die Matteucci-Medaille. Das Liceo Scientifico in Grottaferrata ist nach ihm benannt.
Er war seit 1955 mit der Schottin Elspeth Yonge verheiratet, mit der er zwei Söhne hatte.